# Марсель Шовіньє
Марсель Шовіньє (фр. Marcel Chauvigné, 24 вересня 1911 — 2 липня 1972) — французький академічний веслувальник.
Бронзовий призер Олімпійських Ігор 1936 року в складі розпашної четвірки зі стерновим.
Срібний призер Чемпіонату Європи 1934 року в складі розпашної четвірки зі стерновим.